# إيراكلي أباشيدزه
إيراكلي أباشيدزه Irakli Abashidze (1909 – 1992) هو شاعر جورجي وباحث أدبي وسياسي.
ولد في خوني في جورجيا (وكانت تابعة وقتها للإمبراطورية الروسية)، وتخرج من جامعة تبليسي الحكومية عام 1931، وحضر المؤتمر الأول لكتاب الاتحاد السوفييتي عام 1934، حين تم الاتفاق على الواقعية الاشتراكية كجزء من العقيدة الثقافية.
وخلال فترة التطهير الكبرى في عهد جوزيف ستالين أرسل لفتة قصيرة إلى أحد معسكرات العمل، بسبب قصيدة كتبها عن لافرينتي بيريا. وتولى لاحقا منصب رئيس التحرير في العديد من الصحف الأدبية، وانضم إلى الحزب الشيوعي عام 1939. وترأس اتحاد الكتاب الجورجي بين عامي 1953 حتى 1967.
وكان شعره وطنيا في الغالب لكنه موال في الوقت ذاته للأيدلوجية السوفييتية. وكان من بين الأدباء السوفييت الذين نددوا برواية بوريس باسترناك «دكتور زيفاجو» في عام 1956. وهاج الولايات المتحدة وبريطانيا العظمى حين تدخلت الولايات المتحدة في لبنان عام 1958.
وكانت له علاقة بخروتشوف وبريجينيف، وكان مرحبا بعهد جورباتشوف وإصلاحاته، لكنه أيد انشقاق زفياد غامساخورديا عن الاتحاد السوفييتي وإعلانه استقلال جمهورية جورجيا عام 1991. مات أباشيدزه في تبليسي عام 1992، وشيع بجنازة رسمية.